# Singapore Botanic Gardens
Singapore Botanic Gardens (Botanische Gärten von Singapur) ist einer der wichtigsten Botanischen Gärten Asiens. Er ist 74 Hektar groß und ist mit jährlich 4,2 Millionen Besucher der meistbesuchte botanische Garten der Welt. 2015 wurde der Garten als erste Stätte Singapurs ins UNESCO-Weltkulturerbe aufgenommen.

## Geschichte

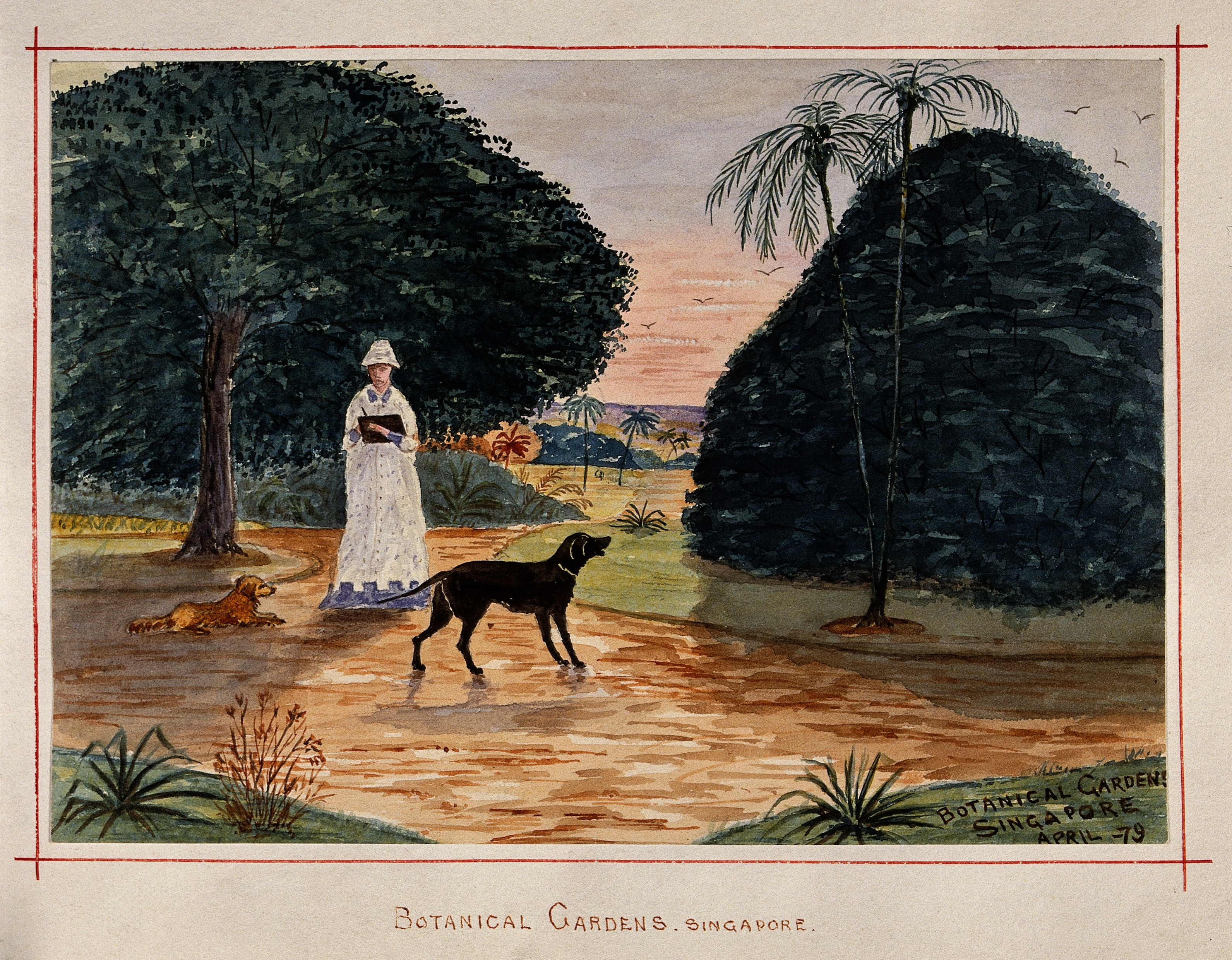
Frau mit zwei Hunden im Botanischen Garten Singapur, John Edmund Taylor, 1879

Sir Stamford Raffles gründete 1822 einen botanischen Garten auf dem Government Hill (Fort Canning Hill) und versuchte, hier vor allem wirtschaftlich wichtige Güter wie Kakao und Muskat anzubauen. Nach dem Tode Raffles schloss der Garten 1829, da er finanziell nicht ausreichend abgesichert war.
Der jetzige Garten wurde 1859 durch den Schotten Lawrence Niven aus Dumfriesshire gegründet. 1874 kam der Garten unter staatliche Kontrolle, 1888 wurde der erste Direktor Henry Nicholas Ridley eingestellt. Dieser ist heute vor allem für sein Interesse an der Kautschuk-Produktion bekannt. Der Garten lieferte während des Kautschuk-Booms Pflanzen für die Plantagen Malaysias.
Mitte der 1960er Jahre initiierte der damalige Premierminister Lee Kuan Yew weiträumige Anpflanzungen von Straßenbäumen. Singapur sollte die grünste Stadt Asiens werden. Der Botanische Garten wurde mit seiner Beratungskompetenz und als Lieferant von Pflanzen maßgeblich in das Programm einbezogen. 1973 wurde er der Abteilung Parks and Trees des Public Works Department angeschlossen, das nun Parks and Recreation Department hieß, es sollte unter anderem Singapur zu einer Gartenstadt machen. 1988 wurde Tan Wee Kiat Direktor des Gartens und legte einen weiteren Schwerpunkt auf die wissenschaftliche, international ausgerichtete Arbeit des Gartens. Seit 1990 wurden die Gärten dem neugegründeten National Parks Board unterstellt. Der Garten unterhält auch das Singapore Herbarium (SING) mit ca. 650.000 Präparaten.

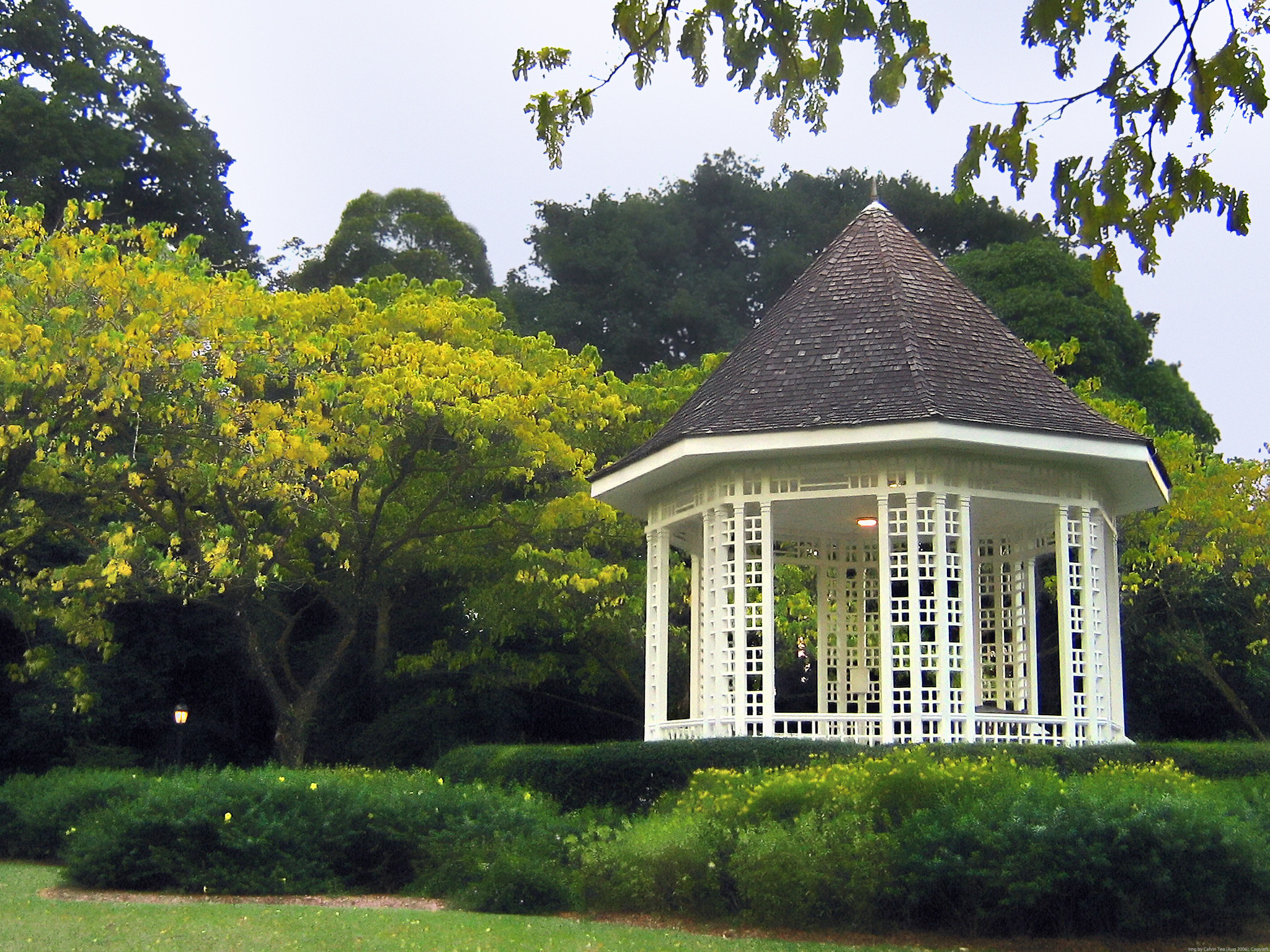
Ein Musikpavillon aus den 1930ern

Der Eintritt ist (bis auf den Orchideengarten) frei, und der Garten ist täglich von 5 Uhr morgens bis Mitternacht geöffnet. Er wird von der Bevölkerung unter anderem zum Frühsport nach chinesischem Muster genutzt. Es finden auch regelmäßig Konzerte statt.

## Leitung
- Henry Nicholas Ridley, 1888–1911, auch als "Mad Ridley" oder "Rubber Ridley" bekannt
- Eric Holttum, 1925–1949, beschäftigte sich vor allem mit der Orchideen-Zucht
- Tan Wee Kiat, 1988
- Chin See Chung, 1996
- zurzeit (2013) Nigel Taylor

## Weltkulturerbe

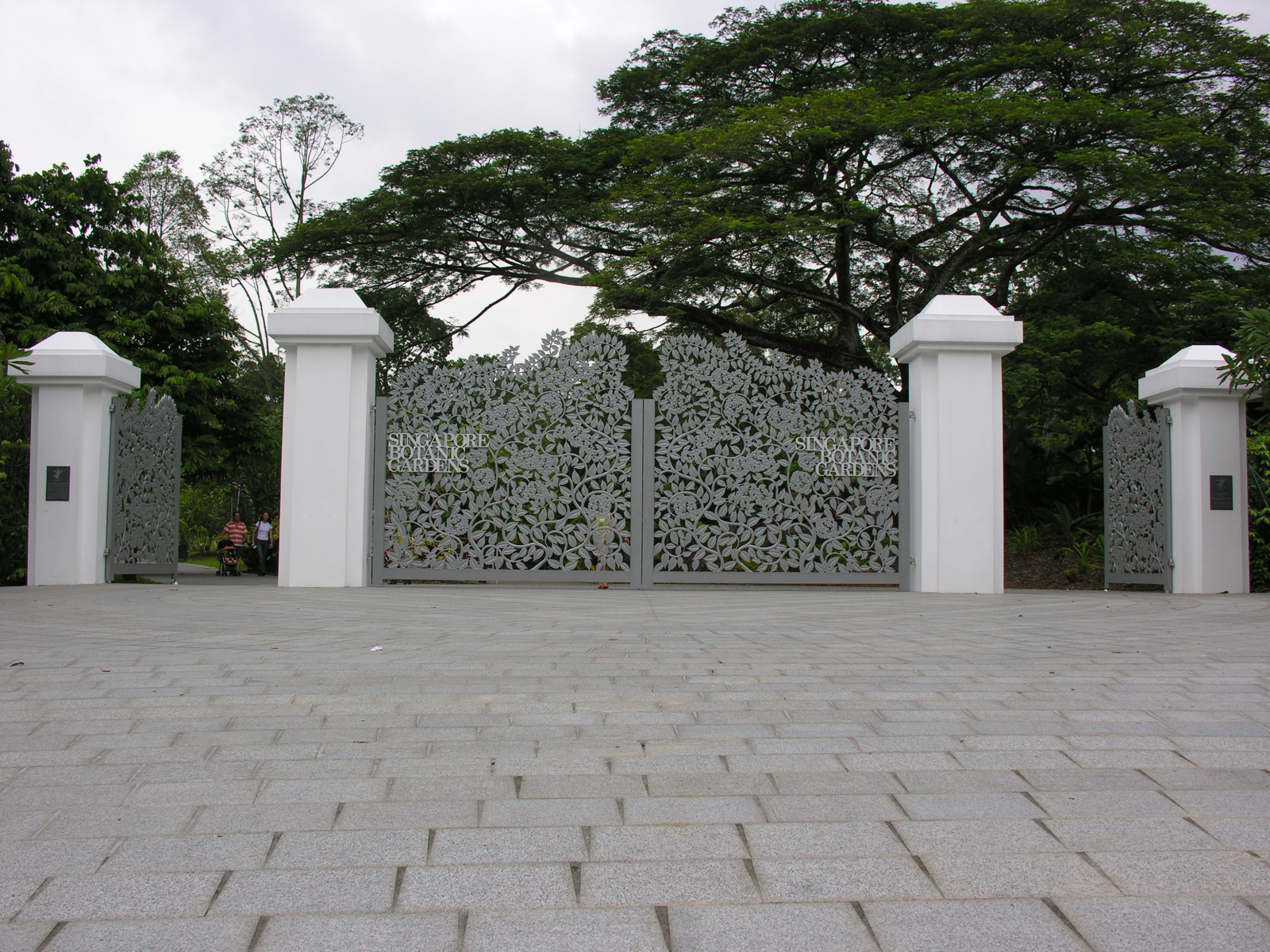
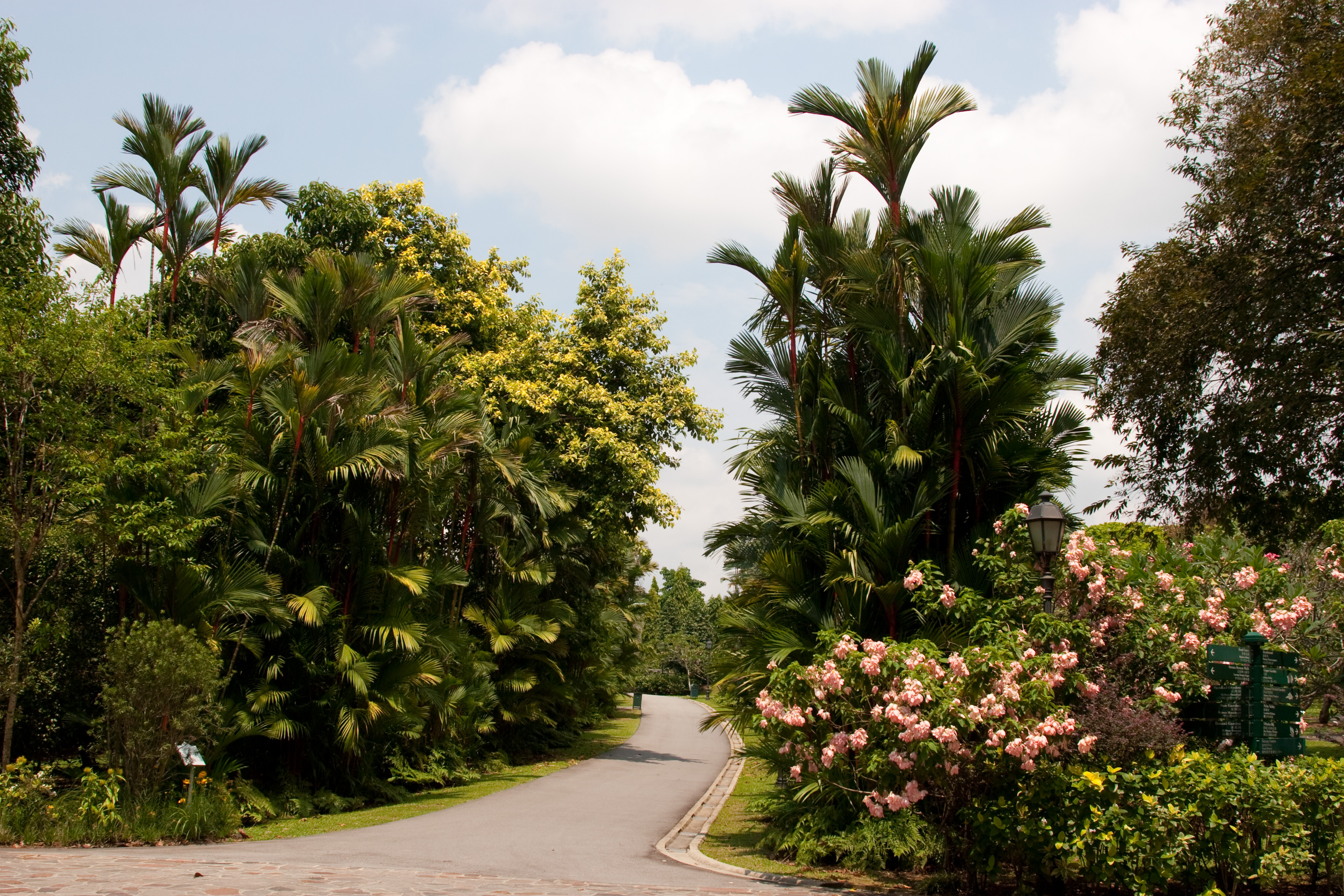
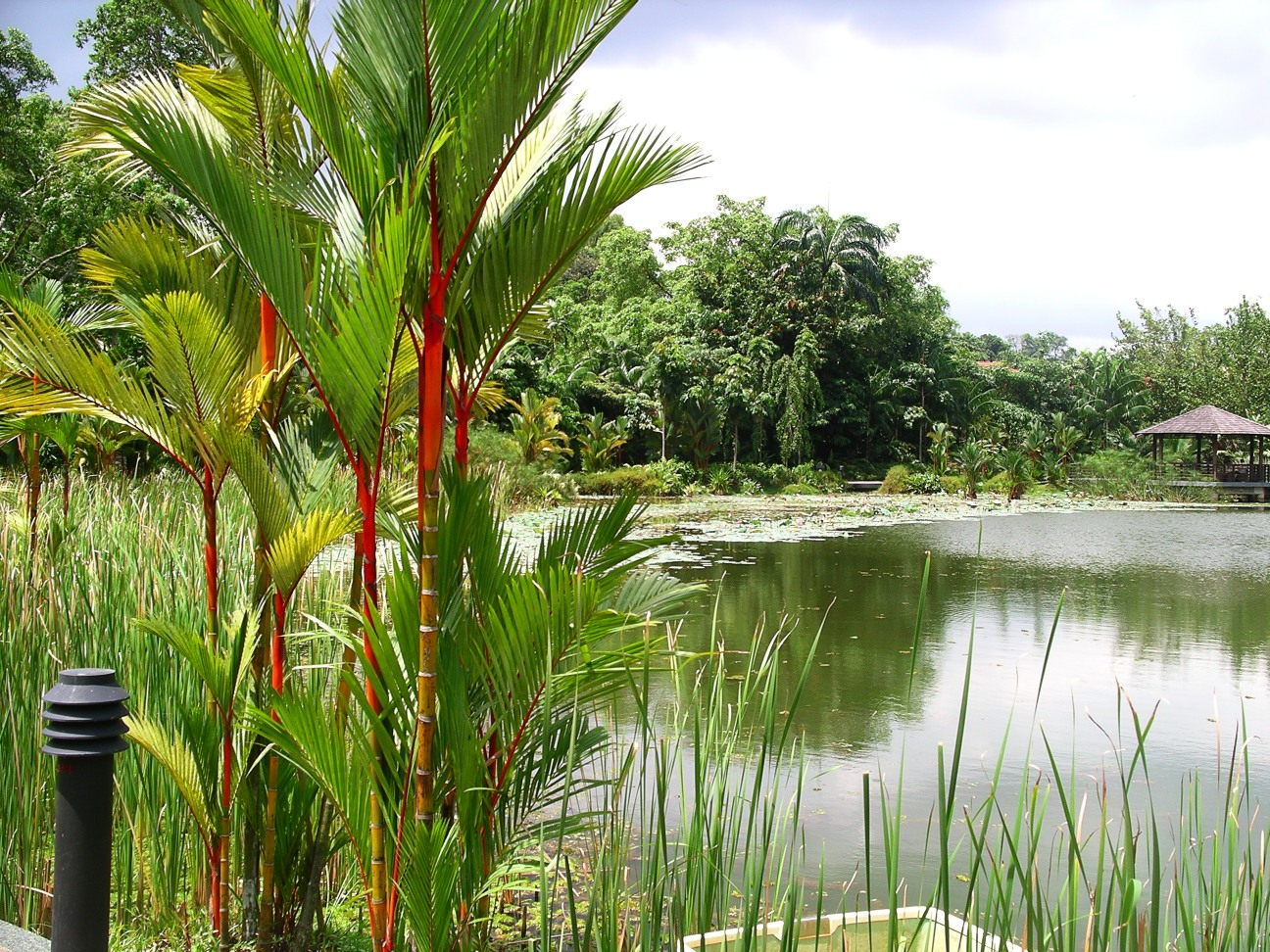
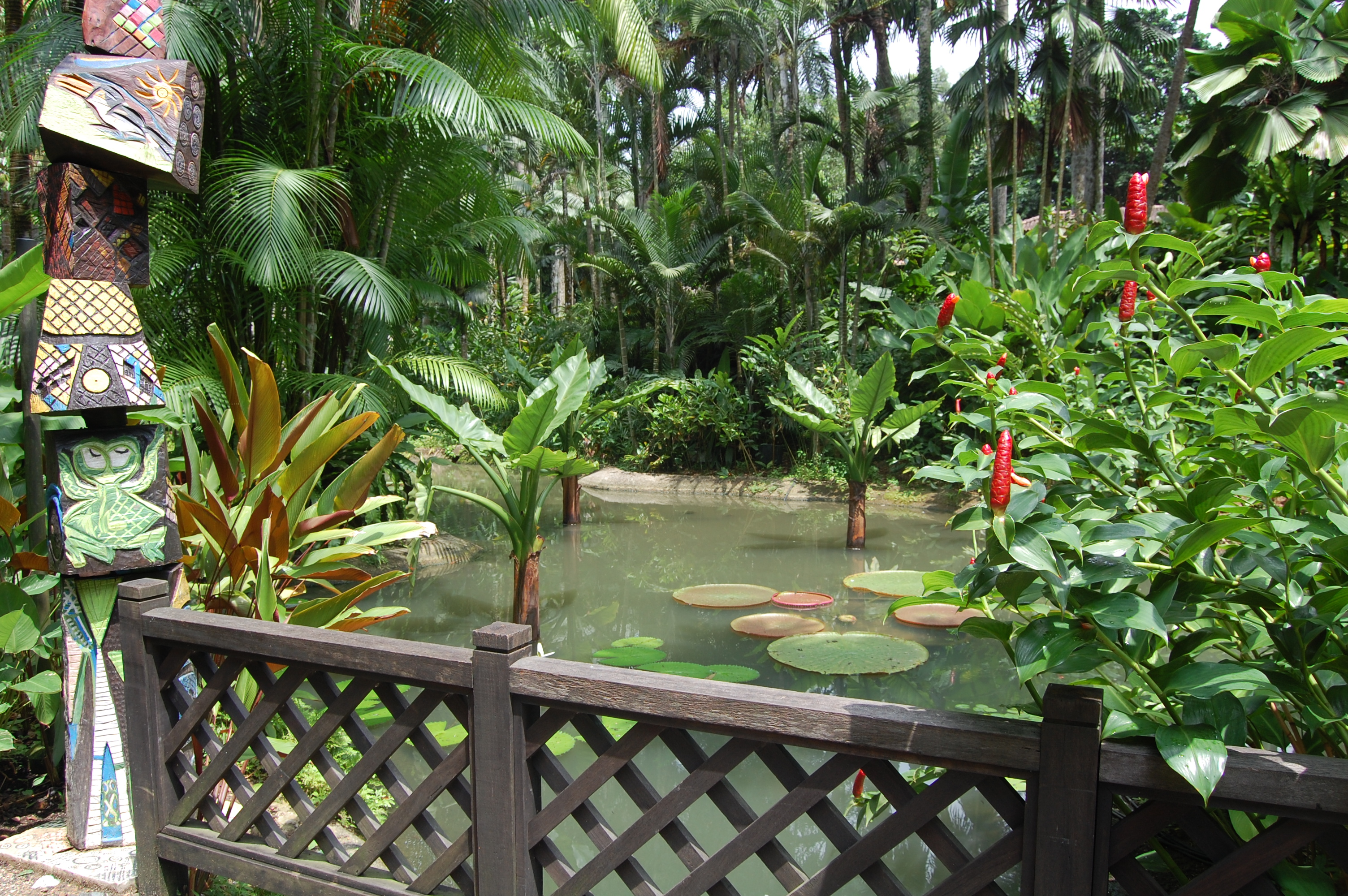
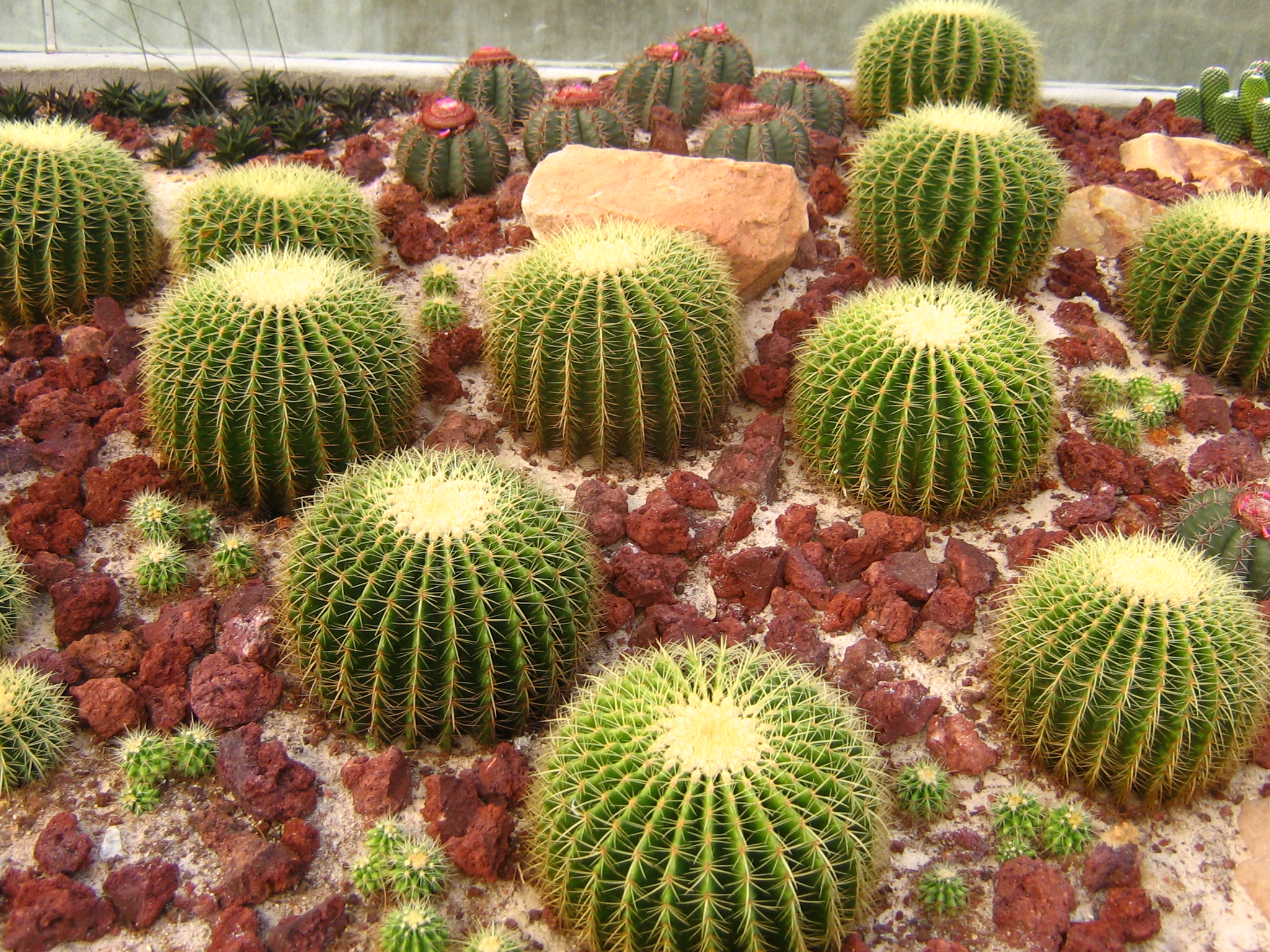

Der Botanische Garten wurde 2015 aufgrund eines Beschlusses der 39. Sitzung des Welterbekomitees unter der Bezeichnung Singapore Botanical Gardens als Weltkulturerbe in die Liste des UNESCO-Welterbes eingetragen. Damit ist es die erste und mit Stand 2024 einzige Welterbestätte in Singapur, das 2012 die Welterbekonvention ratifiziert hatte. Im darauffolgenden Jahr wurde die Welterbestätte umbenannt in Singapore Botanic Gardens.
In der Begründung des Beschlusses heißt es unter anderem:

„Singapore Botanic Gardens im Herzen der Stadt Singapur zeigen die Entwicklung eines britisch-kolonialen tropischen Botanischen Gartens von einem ‚Pleasure Garden‘ im englischen Landschaftsstil über einen kolonialen Wirtschaftsgarten mit Einrichtungen für den Gartenbau und die botanische Forschung, zu einem modernen Botanischen Garten der Weltklasse, einer wissenschaftlichen Institution und einem Ort der Erhaltung, Erholung und Bildung. Singapore Botanic Gardens ist eine wohldefinierte Kulturlandschaft, die eine reiche Vielfalt an historischen Landschaftsmerkmalen, Pflanzungen und Gebäuden umfasst, die deutlich die Entwicklung des Botanischen Gartena seit seiner Gründung im Jahre 1859 zeigen. Durch seine gut erhaltene Landschaftsgestaltung und Kontinuität des Zwecks ist Singapore Botanic Gardens ein hervorragendes Beispiel für einen britischen tropischen Botanischen Garten, der auch in den Bereichen der wissenschaftlichen Erkenntnisse, insbesondere in den Bereichen der tropischen Botanik und des Gartenbaus, einschließlich der Entwicklung von Plantagengummi, eine Schlüsselrolle gespielt hat.“

Die Eintragung erfolgte aufgrund der Kriterien (ii) und (iv).

„(ii): Singapore Botanic Gardens ist seit dem 19. Jahrhundert ein Zentrum der Pflanzenforschung in Südostasien, leistete im 20. Jahrhundert einen bedeutenden Beitrag zur Ausbreitung von Plantagengummi und spielt weiterhin eine führende Rolle im Austausch von Ideen, Fachkenntnis und Expertenwissen ir tropischen Botanik und Gartenbauwissenschaften. Während die Kew Botanic Gardens im Vereinigten Königreich die ersten Sämlinge lieferten, stellten die Singapore Botanic Gardens die Voraussetzungen für ihre Anpflanzung, Entwicklung und Verteilung in ganz Südostasien und anderswo zur Verfügung.“

„(iv): Singapore Botanic Gardens ist ein herausragendes Beispiel für einen britisch-kolonialen tropischen Botanischen Garten und zeichnet sich durch seine erhaltene Landschaftsgestaltung und die Kontinuität des Zwecks seit seiner Gründung aus“

Die Welterbestätte umfasst einen Großteil der Singapore Botanic Gardens. Das Schutzgebiet hat eine Fläche von 49 ha. Der Rest der Singapore Botanic Gardens und ein angrenzender Bereich umgeben das Schutzgebiet als Pufferzone mit einer Fläche von 137 ha.